# Stařec a moře
Stařec a moře je novela amerického spisovatele Ernesta Hemingwaye, kterou napsal na Kubě roku 1951 a publikoval roku 1952. Vypráví příběh o kubánském rybáři Santiagovi, který se vydává na moře rybařit, aby tak prolomil své osmdesátičtyřdenní smolné období, kdy nechytil žádnou rybu. Při prvním vydání v září 1952 se během dvou dnů prodalo 5,2 milionů výtisků.
Hemingway žil mnoho let na Kubě. Sám řekl, že postava Santiaga nezobrazuje žádného skutečného člověka. Životopisci však přesto za předobraz Santiaga považují kubánského rybáře a Hemingwayova přítele Gregoria Fuentese z malého přístavu Cojímar, 20 km východně od Havany. Ten se narodil 18. července 1897 na Lanzarote a jako šestiletý se přestěhoval na Kubu. Byl kapitánem Hemingwayovy jachty Pilar. Zemřel 13. ledna 2002 v Cojímaru. 
V roce 2008 vydalo novelu nakladatelství Tympanum jako audioknihu načtenou Ladislavem Mrkvičkou.

## Ocenění
Ernest Hemingway dostal v roce 1953 za novelu Stařec a moře Pulitzerovu cenu za beletrii a v roce 1954 Nobelovu cenu za literaturu. Je posledním dílem, které napsal.

## Děj

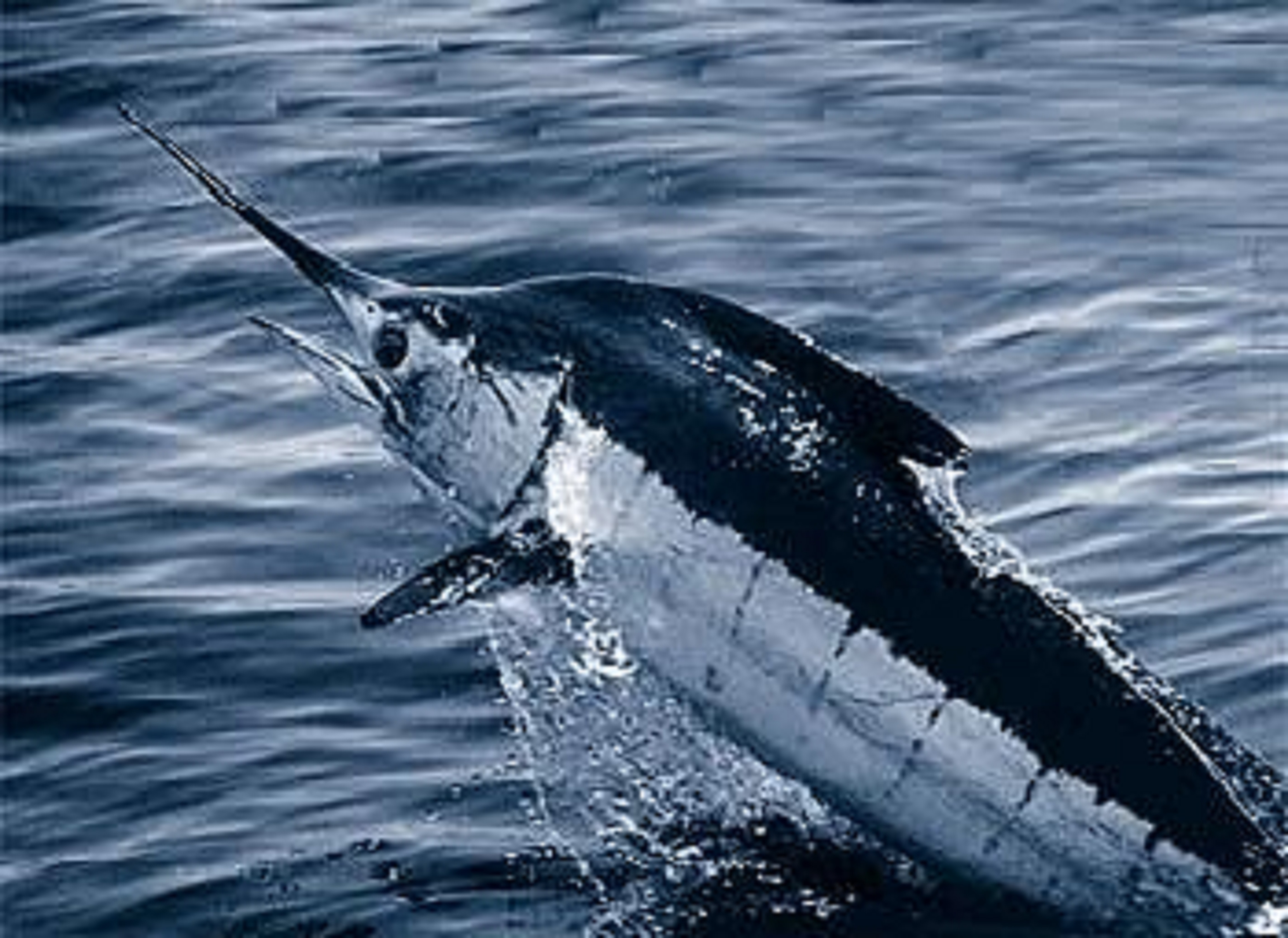
Marlín modrý, kterého chtěl Santiago ulovit

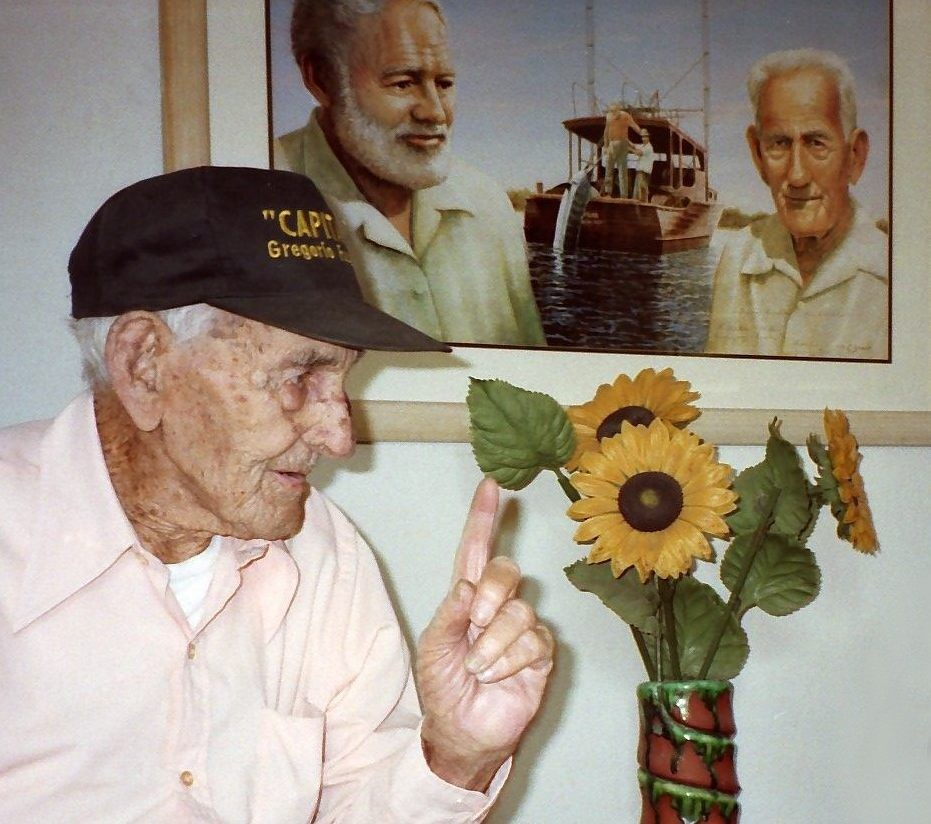
Gregorio Fuentes v roce 1998

Stařičkého kubánského rybáře Santiaga už několik měsíců (84 dní) provází smůla. Nejenže se mu nepovedlo chytit žádnou větší rybu, ale kvůli jeho neúspěchům na moři ho musel opustit jeho mladý přítel, chlapec, jemuž otec poručil jezdit rybařit s úspěšnějšími rybáři. Stařec sám sebe charakterizuje jako podivného, protože i když už je velmi starý, jeho oči mají stále zvláštní jiskru veselosti.
Jednoho dne se Santiago vydává na moře prolomit své smolné období. Stejně jako ostatní rybáři, i on vyplouvá časně ráno, avšak neplánuje lovit blízko u břehu tak, jako jeho kolegové. Až do úsvitu žene loďku směrem od pobřeží, dokud i nejbližší čluny nevidí jako malé tečky na obzoru. Teprve poté ponoří do hlubin návnady, kterých se však kromě malého tuňáka žádná ryba ani nedotkne.
Stařec už ztrácí naději, když vtom se na jednu udici chytne ryba takovou silou, že málem chatrnou loďku překotí. Zkušený rybář hned pozná, že jde o obrovskou rybu, kterou nelze zabít jednoduše – naváže tedy na udici záložní kotouče šňůry a čeká, až se ryba, která usilovně táhne loďku směrem od pobřeží, unaví, aby ji mohl harpunovat.
Protože nemůže přivázat šňůru k loďce, aby se nepřetrhla, začíná být Santiago, který šňůru drží svýma zjizvenýma rukama, po pár hodinách unavený a vysílený. Když začíná padat tma, ryba stále táhne stejnou rychlostí a stařec začíná pomalu upadat do mdlob. Sní tedy tuňáka, kterého chytil předtím, a doplní síly vodou, které ale nemá nazbyt.
Souboj starce a ryby pokračuje až do rána a i další den. Ani tak velká ryba však nemůže táhnout loďku věčně, a tak když začne pod loďkou kroužit a snaží se zbavit háku, svitne konečně starci naděje. Po dlouhém a vysilujícím boji se mu konečně podaří rybu zabít harpunou, a když vidí její ohromné rozměry, je mu ihned jasné, že jde o největší rybu, jakou ve svém životě chytil.
Právě kvůli jejím rozměrům a hmotnosti však nemůže rybu naložit na loďku, a tak ji přiváže k boku, nastaví plachtu a vyrazí směrem, v němž doufá, že leží jeho domov, Havana. Stařec má konečně příležitost si odpočinout, ale ne nadlouho – po pár hodinách zaútočí na Santiagovu rybu žraloci, kteří jsou přivábeni vůní krve. Stařec se ale nevzdává a oba žraloky, kterým se podaří velkou část ryby urvat, zabije harpunou. Už v tu chvíli je mu ale jasné, že to nebyli poslední žraloci, které potkal.
A má pravdu, po pár hodinách se mrtvá ryba opět stane terčem útoku žraloků, které se starci opět podaří zabít, avšak při útoku přijde o svou harpunu. Nemíní se však vzdát, a tak k pádlu přiváže nůž a očekává útok dalších žraloků. Ten přijde po chvíli a Santiago svou rybu, z níž už polovinu sežrali žraloci, usilovně brání. Nůž však není stavěný na prolamování žraločích lebek, a tak se rychle zlomí a stařec je najednou bezmocný. Další žraloky se snaží umlátit kyjem, jejž má na usmrcování ulovených ryb, ale je to jako boj proti větrným mlýnům – žralokům starcovy zoufalé údery nepůsobí žádnou bolest a z ryby ohlodají poslední kousky masa.
Po pár hodinách Santiago konečně dorazí do noční Havany, ale pouze s kostrou obrovské ryby. Dobelhá se do své chatrče, kde okamžitě upadne do hlubokého spánku, ze kterého ho probere až chlapec, který o něj měl strach a je nesmírně rád, že ho vidí v jeho posteli vystlané novinami.
Chlapec pláče, zatímco mu stařec vypráví příběh uplynulých tří dnů. Kolem starcovy loďky se zatím shromáždí dav, který obdivuje kostru obrovského marlína, který se povaluje na pláži.
Autor zde ukazuje jak dokonalé splynutí člověka s přírodou (stařec s rybou – vnímá ji jako sobě rovnou), tak úžasnou vytrvalost starce, který při lovení nepolevuje ani tehdy, když už vyčerpáním upadá do mdlob, a také ukazuje, že odhodlanost nás vždy dovede k vytyčenému cíli.

## Adaptace
- Stařec a moře (1958) – americký film, režie: Henry King, Fred Zinnemann, John Sturges; trvání: 86 minut
- Stařec a moře (1990) – britský film, režie: Jud Taylor; premiéra 25. 3. 1990; trvání: 93 minut
- Stařec a moře (1999) – japonský film, režie: Aleksandr Petrov; premiéra 3. 7. 1999; trvání: 22 minut

### Rozhlasové zpracování
V roce 1988 byla novela zpracována v Československém rozhlasu jako šestidílná dramatizovaná četba na pokračování. Z překladu Františka Vrby připravila Ludmila Pokorná, v režii Pavla Linharta účinkovali Jan Kačer, Lubor Tokoš a Jiří Langmajer.